# Polisportiva Adolfo Consolini 2024-2025
Questa voce raccoglie le informazioni riguardanti la Polisportiva Adolfo Consolini nelle competizioni ufficiali della stagione 2024-2025.

## Stagione
Nella stagione 2024-25 la Polisportiva Adolfo Consolini assume la denominazione sponsorizzata di Omag-Mt San Giovanni In Marignano.
Partecipa per la nona volta consecutiva al campionato di Serie A2 terminando il girone A della regular season al primo posto in classifica; termina al primo posto anche la successiva pool promozione, ottenendo la promozione diretta in Serie A1.
A seguito del primo posto in classifica al termine del girone di andata, si qualifica per la Coppa Italia di Serie A2 dove, con la vittoria nella finale di Casalecchio di Reno ai danni della Trentino, conquista la sua seconda coppa nazionale di categoria.

## Organigramma societario
Area direttiva
- Presidente: Stefano Manconi
- Direttore sportivo: Piero Babbi
- Team manager: Otello Pedini
- Dirigente accompagnatore: Barzotti Giovanni

Area tecnica
- Allenatore: Massimo Bellano
- Allenatore in seconda: Alessandro Zanchi
- Scout Man: Alessandro Mazzini

Area comunicazione
- Responsabile comunicazione: Gianluca Gudenzoni
- Fotografo: Masini Pietro
- Speaker: Battistini Stefano

Area marketing
- Responsabile marketing: Corrado Betterini

Area sanitaria
- Medico: Benelli Piero
- Preparatrice atletica: Federica Colabufalo
- Fisioterapista: Andrea Arduini, Riccardo Bucchi

## Rosa
| N° | Nome               | Ruolo | Data di nascita  | Nazionalità sportiva |
| -- | ------------------ | ----- | ---------------- | -------------------- |
| 1  | Serena Ortolani    | O     | 7 gennaio 1987   | Italia               |
| 3  | Giulia Polesello   | C     | 8 aprile 2004    | Italia               |
| 4  | Cecilia Nicolini   | P     | 18 giugno 1994   | Italia               |
| 5  | Sofia Valoppi      | L     | 25 luglio 2003   | Italia               |
| 6  | Alexandra Ravarini | O     | 8 luglio 2005    | Italia               |
| 7  | Claudia Consoli    | C     | 4 febbraio 2002  | Italia               |
| 8  | Anna Piovesan      | S     | 27 marzo 2004    | Italia               |
| 9  | Sveva Parini       | C     | 3 marzo 2001     | Italia               |
| 10 | Arianna Meliffi    | L     | 3 marzo 2005     | Italia               |
| 11 | Anita Bagnoli      | P     | 21 agosto 2004   | Italia               |
| 12 | Martina Monti      | S     | 16 agosto 2008   | Italia               |
| 14 | Victoria Sassolini | S     | 14 gennaio 2005  | Italia               |
| 15 | Siria Clemente     | C     | 27 maggio 2005   | Italia               |
| 17 | Alice Nardo        | S     | 15 dicembre 2002 | Italia               |
| 18 | Ludovica Merli     | S     | 31 dicembre 2006 | Italia               |

## Mercato
| Acquisti                               | Acquisti           | Acquisti   | Acquisti   |
| R.                                     | Nome               | da         | Modalità   |
| -------------------------------------- | ------------------ | ---------- | ---------- |
| P                                      | Anita Bagnoli      | Talmassons | definitivo |
| P                                      | Cecilia Nicolini   | Alba       | definitivo |
| S                                      | Anna Piovesan      | Esperia    | definitivo |
| C                                      | Giulia Polesello   | Melendugno | definitivo |
| O                                      | Alexandra Ravarini | Garlasco   | definitivo |
| S                                      | Victoria Sassolini | Offanengo  | definitivo |
| L                                      | Sofia Valoppi      | Roma Club  | definitivo |
| Trasferimenti nel corso della stagione |                    |            |            |
| C                                      | Siria Clemente     | Albaverde  | definitivo |

| Cessioni | Cessioni          | Cessioni             | Cessioni   |
| R.       | Nome              | a                    | Modalità   |
| -------- | ----------------- | -------------------- | ---------- |
| S        | Linda Cabassa     | Sant'Anna            | definitivo |
| L        | Giorgia Caforio   | Sant'Anna            | definitivo |
| S        | Sofia Cangini     | Blu Pesaro           | definitivo |
| P        | Chiara Ghibaudo   | Fratte               | definitivo |
| O        | Marina Giacomello | Firenze              | definitivo |
| S        | Carolina Pecorari | Black Angels Perugia | definitivo |
| S        | Giulia Saguatti   | Riccione             | definitivo |
| C        | Chiara Salvatori  | Offanengo            | definitivo |
| P        | Alice Turco       | Cuneo Granda         | definitivo |

## Risultati

### Serie A2

#### Girone di andata
| 1ª Giornata - 6 ottobre 2024 Palazzetto dello Sport, San Giovanni in Marignano   | Adolfo Consolini  | 3 - 0 | Vallecamonica Sebino | 25-18, 25-18, 25-20        |
| 2ª Giornata - 13 ottobre 2024 PalaRuggi, Imola                                   | CLAI Imola        | 0 - 3 | Adolfo Consolini     | 17-25, 18-25, 12-25        |
| 3ª Giornata - 20 ottobre 2024 Palazzetto dello Sport, San Giovanni in Marignano  | Adolfo Consolini  | 3 - 1 | Castelfranco         | 19-25, 25-16, 25-20, 27-25 |
| 4ª Giornata - 27 ottobre 2024 PalaFontescodella, Macerata                        | Helvia Recina     | 1 - 3 | Adolfo Consolini     | 22-25, 22-25, 25-19, 22-25 |
| 5ª Giornata - 3 novembre 2024 Palazzetto dello Sport, San Giovanni in Marignano  | Adolfo Consolini  | 3 - 0 | Mondovì              | 25-17, 25-19, 25-13        |
| 6ª Giornata - 10 novembre 2024 PalaBione, Lecco                                  | Lecco Picco       | 3 - 1 | Adolfo Consolini     | 15-25, 25-21, 25-22, 25-23 |
| 7ª Giornata - 17 novembre 2024 Palazzetto dello Sport, San Giovanni in Marignano | Adolfo Consolini  | 3 - 0 | Casalmaggiore        | 25-14, 25-12, 25-11        |
| 8ª Giornata - 24 novembre 2024 PalaGeorge, Montichiari                           | Millenium Brescia | 1 - 3 | Adolfo Consolini     | 25-22, 22-25, 16-25, 20-25 |
| 9ª Giornata - 1º dicembre 2024 Palazzetto dello Sport, San Giovanni in Marignano | Adolfo Consolini  | 3 - 1 | Sant'Anna            | 25-22, 25-18, 23-25, 25-16 |

#### Girone di ritorno
| 10ª Giornata - 8 dicembre 2024 Pala CBL, Costa Volpino                            | Vallecamonica Sebino | 3 - 2 | Adolfo Consolini  | 17-25, 25-16, 26-28, 25-20, 16-14 |
| 11ª Giornata - 15 dicembre 2024 Palazzetto dello Sport, San Giovanni in Marignano | Adolfo Consolini     | 3 - 0 | CLAI Imola        | 25-22, 25-20, 25-22               |
| 12ª Giornata - 22 dicembre 2024 PalaParenti, Santa Croce sull'Arno                | Castelfranco         | 0 - 3 | Adolfo Consolini  | 13-25, 21-25, 10-25               |
| 13ª Giornata - 26 dicembre 2024 Palazzetto dello Sport, San Giovanni in Marignano | Adolfo Consolini     | 3 - 1 | Helvia Recina     | 26-24, 21-25, 25-20, 25-18        |
| 14ª Giornata - 5 gennaio 2025 PalaManera, Mondovì                                 | Mondovì              | 0 - 3 | Adolfo Consolini  | 22-25, 14-25, 20-25               |
| 15ª Giornata - 12 gennaio 2025 Palazzetto dello Sport, San Giovanni in Marignano  | Adolfo Consolini     | 3 - 0 | Lecco Picco       | 25-17, 25-16, 25-21               |
| 16ª Giornata - 18 gennaio 2025 PalaRadi, Cremona                                  | Casalmaggiore        | 0 - 3 | Adolfo Consolini  | 22-25, 16-25, 21-25               |
| 17ª Giornata - 26 gennaio 2025 Palazzetto dello Sport, San Giovanni in Marignano  | Adolfo Consolini     | 2 - 3 | Millenium Brescia | 25-21, 21-25, 25-16, 30-32, 13-15 |
| 18ª Giornata - 2 febbraio 2025 PalaRescifina, Messina                             | Sant'Anna            | 2 - 3 | Adolfo Consolini  | 22-25, 25-11, 16-25, 25-23, 12-15 |

#### Pool promozione
| 1ª Giornata - 16 febbraio 2025 Palazzetto dello Sport, San Giovanni in Marignano | Adolfo Consolini | 3 - 0 | Fratte           | 25-21, 25-19, 25-16        |
| 2ª Giornata - 19 febbraio 2025 PalaBorsani, Castellanza                          | Futura Giovani   | 0 - 3 | Adolfo Consolini | 21-25, 23-25, 19-25        |
| 3ª Giornata - 23 febbraio 2025 Palazzetto dello Sport, San Giovanni in Marignano | Adolfo Consolini | 3 - 1 | Trentino         | 25-17, 28-30, 26-24, 25-22 |
| 4ª Giornata - 2 marzo 2025 Palasport Da Copertino, Lecce                         | Melendugno       | 1 - 3 | Adolfo Consolini | 25-17, 16-25, 21-25, 21-25 |
| 5ª Giornata - 9 marzo 2025 Palazzetto dello Sport, San Giovanni in Marignano     | Adolfo Consolini | 3 - 0 | Esperia          | 25-23, 25-19, 25-21        |
| 6ª Giornata - 13 marzo 2025 Palazzo dello Sport, Trebaseleghe                    | Fratte           | 1 - 3 | Adolfo Consolini | 16-25, 25-14, 19-25, 26-28 |
| 7ª Giornata - 16 marzo 2025 Palazzetto dello Sport, San Giovanni in Marignano    | Adolfo Consolini | 3 - 0 | Futura Giovani   | 25-20, 25-17, 25-15        |
| 8ª Giornata - 22 marzo 2025 Sanbàpolis, Trento                                   | Trentino         | 1 - 3 | Adolfo Consolini | 22-25, 25-18, 20-25, 19-25 |
| 9ª Giornata - 26 marzo 2025 Palazzetto dello Sport, San Giovanni in Marignano    | Adolfo Consolini | 3 - 0 | Melendugno       | 25-16, 25-17, 25-19        |
| 10ª Giornata - 29 marzo 2025 PalaRadi, Cremona                                   | Esperia          | 1 - 3 | Adolfo Consolini | 30-32, 25-23, 17-25, 22-25 |

### Coppa Italia di Serie A2
| Quarti di finale - 18 dicembre 2024 Palazzetto dello Sport, San Giovanni in Marignano | Adolfo Consolini | 3 - 0 | Esperia        | 25-19, 25-18, 25-14        |
| Semifinali - 8 gennaio 2025 Palazzetto dello Sport, San Giovanni in Marignano         | Adolfo Consolini | 3 - 1 | Futura Giovani | 25-19, 23-25, 25-22, 25-21 |
| Finale - 9 febbraio 2025 Unipol Arena, Casalecchio di Reno                            | Adolfo Consolini | 3 - 0 | Trentino       | 25-20, 25-23, 28-26        |

## Statistiche

### Statistiche di squadra
| Competizione             | Punti | In casa | In casa | In casa | In trasferta | In trasferta | In trasferta | Totale | Totale | Totale |
| Competizione             | Punti | G       | V       | P       | G            | V            | P            | G      | V      | P      |
| ------------------------ | ----- | ------- | ------- | ------- | ------------ | ------------ | ------------ | ------ | ------ | ------ |
| Serie A2                 | 76    | 14      | 13      | 1       | 14           | 12           | 2            | 28     | 25     | 3      |
| Coppa Italia di Serie A2 |       | 2       | 2       | 0       | 0            | 0            | 0            | 3      | 3      | 0      |
| Totale                   | -     | 16      | 15      | 1       | 14           | 12           | 2            | 31     | 28     | 3      |

G = partite giocate; V = partite vinte; P = partite perse 

### Statistiche dei giocatori
| Giocatore    | Serie A2 | Serie A2 | Serie A2 | Serie A2 | Serie A2 | Coppa Italia di Serie A2 | Coppa Italia di Serie A2 | Coppa Italia di Serie A2 | Coppa Italia di Serie A2 | Coppa Italia di Serie A2 | Totale | Totale | Totale | Totale | Totale |
| Giocatore    | P        | PT       | AV       | MV       | BV       | P                        | PT                       | AV                       | MV                       | BV                       | P      | PT     | AV     | MV     | BV     |
| ------------ | -------- | -------- | -------- | -------- | -------- | ------------------------ | ------------------------ | ------------------------ | ------------------------ | ------------------------ | ------ | ------ | ------ | ------ | ------ |
| A. Bagnoli   | 23       | 4        | 1        | 1        | 2        | 3                        | 0                        | 0                        | 0                        | 0                        | 26     | 4      | 1      | 1      | 2      |
| S. Clemente  | 3        | 3        | 1        | 1        | 1        | 0                        | 0                        | 0                        | 0                        | 0                        | 3      | 3      | 1      | 1      | 1      |
| C. Consoli   | 28       | 282      | 199      | 75       | 8        | 3                        | 23                       | 15                       | 7                        | 1                        | 31     | 305    | 214    | 82     | 9      |
| A. Meliffi   | 2        | 0        | 0        | 0        | 0        | 0                        | 0                        | 0                        | 0                        | 0                        | 2      | 0      | 0      | 0      | 0      |
| L. Merli     | 0        | 0        | 0        | 0        | 0        | 1                        | 0                        | 0                        | 0                        | 0                        | 1      | 0      | 0      | 0      | 0      |
| M. Monti     | 1        | 0        | 0        | 0        | 0        | 0                        | 0                        | 0                        | 0                        | 0                        | 1      | 0      | 0      | 0      | 0      |
| A. Nardo     | 27       | 341      | 283      | 36       | 22       | 3                        | 31                       | 25                       | 3                        | 3                        | 30     | 372    | 308    | 39     | 25     |
| C. Nicolini  | 28       | 80       | 37       | 30       | 13       | 3                        | 4                        | 1                        | 2                        | 1                        | 31     | 84     | 38     | 32     | 14     |
| S. Ortolani  | 28       | 417      | 349      | 40       | 28       | 3                        | 60                       | 50                       | 8                        | 2                        | 31     | 477    | 399    | 48     | 30     |
| S. Parini    | 28       | 208      | 138      | 51       | 18       | 3                        | 19                       | 14                       | 5                        | 0                        | 31     | 227    | 152    | 56     | 18     |
| A. Piovesan  | 27       | 365      | 310      | 40       | 15       | 3                        | 54                       | 42                       | 9                        | 3                        | 30     | 419    | 352    | 49     | 18     |
| G. Polesello | 2        | 10       | 5        | 5        | 0        | 0                        | 0                        | 0                        | 0                        | 0                        | 2      | 10     | 5      | 5      | 0      |
| A. Ravarini  | 14       | 48       | 46       | 1        | 1        | 1                        | 0                        | 0                        | 0                        | 0                        | 15     | 48     | 46     | 1      | 1      |
| V. Sassolini | 22       | 34       | 28       | 2        | 4        | 2                        | 0                        | 0                        | 0                        | 0                        | 24     | 34     | 28     | 2      | 4      |
| S. Valoppi   | 28       | 1        | 1        | 0        | 0        | 3                        | 0                        | 0                        | 0                        | 0                        | 31     | 1      | 1      | 0      | 0      |

P = presenze; PT = punti totali; AV = attacchi vincenti; MV = muri vincenti; BV = battute vincenti